# Brégy
Brégy is een gemeente in het Franse departement Oise (regio Hauts-de-France) en telt 483 inwoners (1999). De plaats maakt deel uit van het arrondissement Senlis.

## Geografie
De oppervlakte van Brégy bedraagt 13,2 km², de bevolkingsdichtheid is 36,6 inwoners per km².
De onderstaande kaart toont de ligging van Brégy met de belangrijkste infrastructuur en aangrenzende gemeenten.

## Demografie
Onderstaande figuur toont het verloop van het inwonertal (bron: INSEE-tellingen).

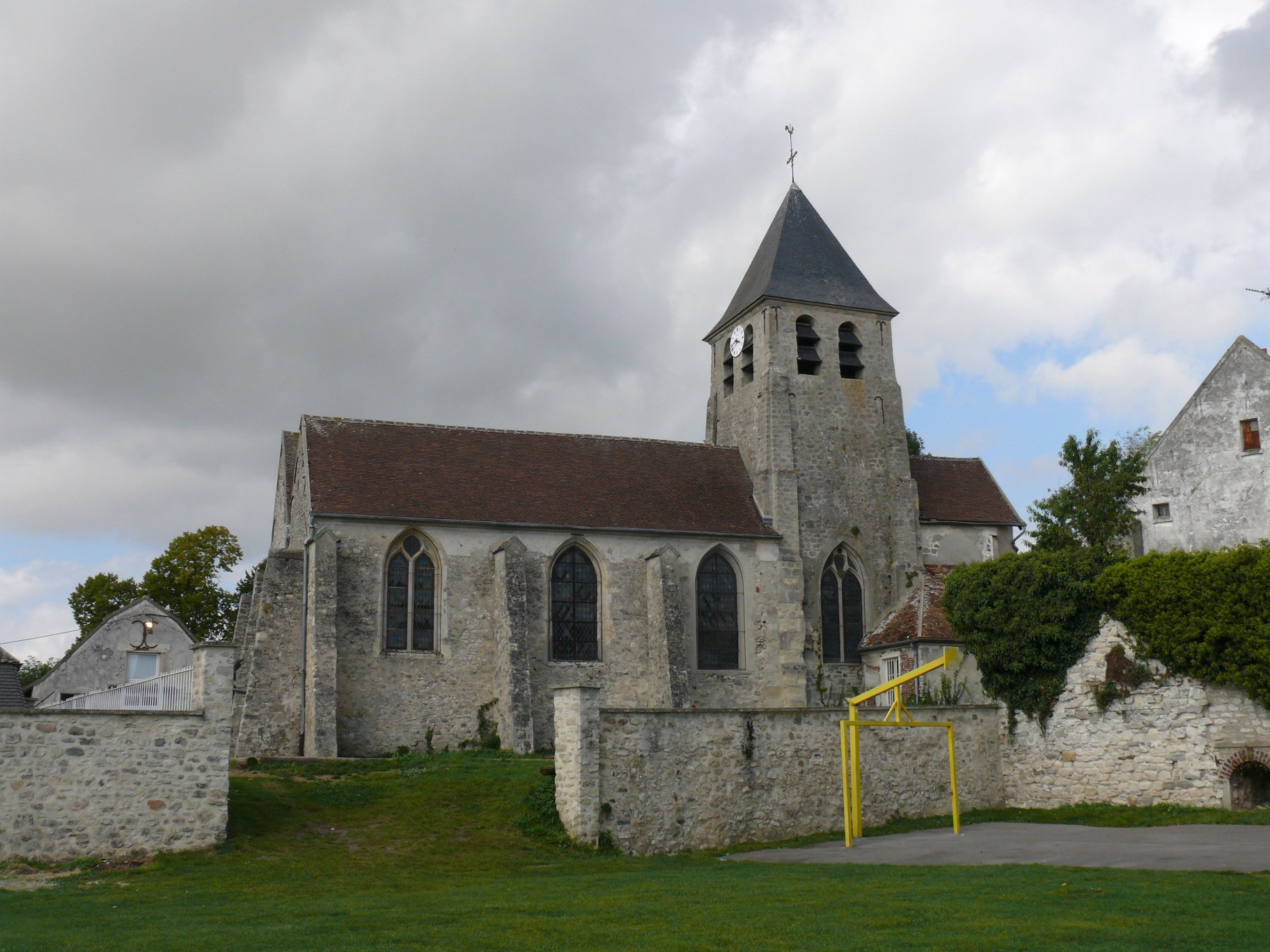
Kerk van Bregy